# 希梅拉德利瓦尔
希梅拉德利瓦尔，是西班牙安达卢西亚自治区马拉加省的一个市镇。 总面积27平方公里，总人口359人（2001年），人口密度13人/平方公里。